# 요코스카역
요코스카역(일본어: 横須賀駅, よこすかえき)은 일본 가나가와현 요코스카시에 있는, 동일본 여객철도의 철도역이다. 요코스카 선이 지나간다.
요코스카 항에 주둔하던 구 일본 해군 기지를 철도와 연결할 목적으로 건설한 역이었다. 요코스카의 구 해군 기지는 제2차 세계 대전 이후에도 주일 미군이 주둔했기 때문에 군대를 위한 물자 수송 기능을 도맡아왔다. 1980년대 이후에는 도로 수송으로 물자 수송 방식을 대체하면서 요코스카 역은 여객역으로 전환하게 되었다.
요코스카 선의 복선 구간과 단선 구간의 경계로, 요코스카 역부터 구리하마 역 방향으로는 단선 구간이 시작된다.

## 역 구조
2면 3선 구조의 지상역이다. 하지만 1번선은 승강장으로 사용하지 않고 있다. 오전 7시부터 오후 8시까지 초록 창구를 영업하고 있으며, 역사는 구리하마 방향에 있다. 1번 승강장과 2번 승강장은 두단식 구조로 되어 있으며, 상행 열차의 시종착 용도로 쓰인다. 구리하마 방면을 오가는 열차들은 모두 3번 승강장을 쓰기 때문에 교행은 불가능하다.

### 승강장
| 2 | ■요코스카 선 (상행)    | 가마쿠라 · 요코하마 · 시나가와 · 도쿄 · 지바 · 나리타 공항 방면 (소부 쾌속선) | (시발 열차만 사용) |
| 3 | ■요코스카 선（하행선） | 기누가사 · 구리하마 방면                                                      |                    |
| 3 | ■요코스카 선（상행선） | 가마쿠라 · 요코하마 · 시나가와 · 도쿄 · 지바 · 나리타 공항 방면 (소부 쾌속선) |                    |

- 1번 타는 곳은 사용하지 않음.

## 역세권 정보
도쿄 만과 가까우며, 승강장에서 요코스카 항과 주일 미군 요코스카 기지를 볼 수 있다. 다만 요코스카 시내는 게이힌 급행 전철 본선의 요코스카추오 역과 시오이리 역이 더 가깝다.
- 해상자위대 요코스카 지방 총감부
- 국도 제16호선
- 게이힌 급행 전철 본선 시오이리 역 (400m 거리), 헤미역 (700m 거리)

## 역사
- 1889년 6월 19일 - 일본국유철도 (당시엔 "관설철도")의 역으로 개업하였다.
- 1987년 4월 1일 - 민영화에 따라 동일본 여객철도의 소속이 되었다.
- 2001년 11월 18일 - 스이카의 사용이 가능해졌다.
- 2001년 12월 1일 - 쇼난 신주쿠 라인 열차들이 직결 운행하기 시작했다.

## 인접역
| 동일본 여객철도 요코스카 선   | 동일본 여객철도 요코스카 선 | 동일본 여객철도 요코스카 선  |
| ----------------------------- | --------------------------- | ---------------------------- |
| JO 04 다우라 도쿄 · 지바 방면 | 쾌속                        | JO 02 기누가사 구리하마 방면 |